# Kommunanz Bidogno/Capriasca/Corticiasca

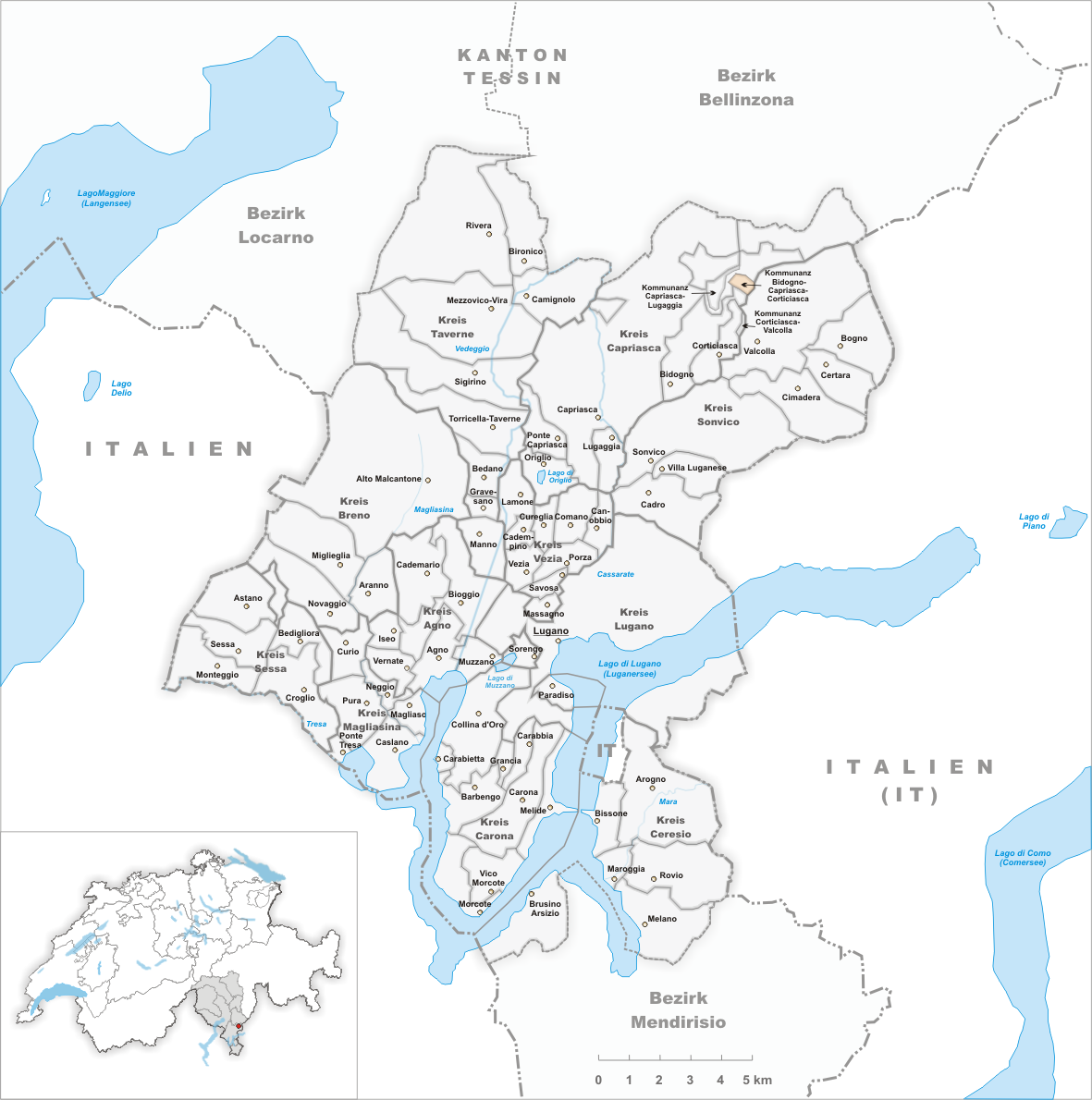
Kommunanz Bidogno/Capriasca/Corticiasca

Die Comunanza Bidogno/Capriasca/Corticiasca war ein Gemeinschaftsareal (Kommunanz) im Bezirk Lugano des Kantons Tessin in der Schweiz.

## Politische Zugehörigkeit
Das weniger als einen halben Quadratkilometer grosse Territorium stand im Gemeinschaftsbesitz dreier Gemeinwesen: Bidogno, Capriasca und Corticiasca.

## Geographie
Das unbewohnte subalpine Gebiet besteht aus einem teils bewaldeten, steilen Südhang am nördlichen Ende des Valle di Scareglia. Es liegt auf ca. 1500 m ü. M. unterhalb der teils zur Gemeinde Capriasca und teils zur Kommunanz Capriasca/Lugaggia gehörenden Alp Piandanazzo.

## Auflösung am 20. April 2008
Mit der Fusion der Gemeinden Bidogno, Corticiasca, Lugaggia und Capriasca zur Gemeinde Capriasca per 20. April 2008 wurde diese Kommunanz aufgelöst.